# Faggot (Fleischgericht)

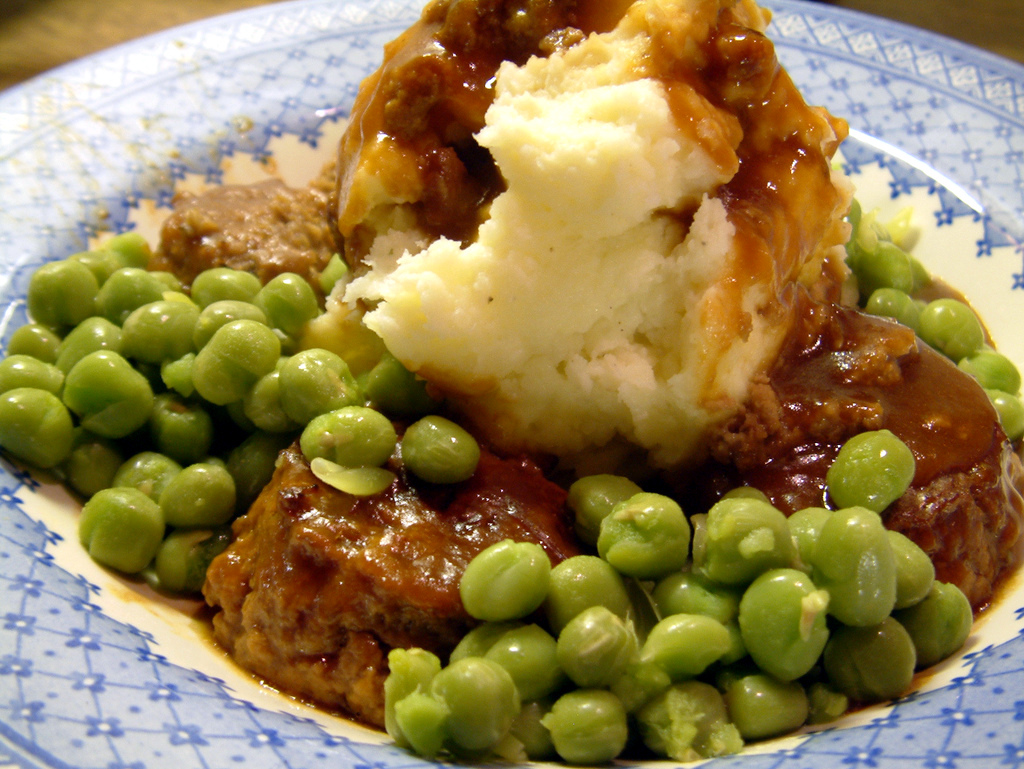
Faggots, Bratensauce, Kartoffelpüree und Erbsen

Faggot ist ein traditionelles Fleischgericht in Großbritannien, das besonders in Zentralwales, im Süden und den Englischen Midlands verbreitet ist.

## Zubereitung
Es besteht aus Fleischaufschnitt und Innereien, besonders vom Schwein. Ein Faggot wird traditionell aus Schweineherz, -leber und -bauch oder Speck hergestellt, die zusammen zerhackt werden. Für den Geschmack werden noch Kräuter und manchmal auch Paniermehl hinzugefügt. Diese Mixtur wird zu Bällen geformt, in Schweinsdarm eingerollt und gebacken. Eine andere Zubereitungsart des Faggot ist Pig’s fry (Schweineinnereien), bei der die Innereien und gekochte Zwiebeln zerhackt, mit Semmelbröseln oder gekochten Kartoffeln vom Vortag vermischt und mit Salbei, Kräutern und Pfeffer gewürzt werden. Diese Mischung wird dann in Schweinenetz gewickelt und zu Bällen geformt, die im Ofen gebacken, aber kalt serviert werden.

## Geschichte
Die erste Erwähnung findet Faggots im 1851 Oxford English Dictionary von Thomas Mayhew, doch scheint es im damaligen London ein Calzone- oder Pasteten-ähnliches Gericht gewesen zu sein.
Besonders populär war das Gericht während der entbehrungsreichen Zeit des Zweiten Weltkrieges und hat seither, besonders in den letzten Jahren an Popularität verloren. Faggots  werden gewöhnlich selbst zubereitet, können aber auch in traditionellen Metzgerläden und auf dem Markt gekauft werden. Metzger bereiten sie oft nach ihren eigenen, oft geheim gehaltenen Rezepten zu und verkaufen sie zu günstigen Preisen.

## Verbreitung
Eine beliebte Kombination ist Faggots and Peas (Faggots und Erbsen). Diese ist besonders im Black-Country-Gebiet in den West Midlands üblich und hat sich dort seit der Industrialisation im 18. Jahrhundert verbreitet. Aber auch andernorts werden sie meist in einem Topf gekocht, mit Bratensauce übergossen und mit Kartoffelpüree und Erbsen serviert.
In den Midlands, Yorkshire, Lincolnshire und Lancashire sind sie auch unter dem Namen ducks (Enten) oder savoury ducks (herzhafte Enten) bekannt.
Mittlerweile kann man auch industriell hergestellte Faggots im Supermarkt kaufen. Das Tiefkühlprodukt besteht aus Leber und Zwiebeln, die in Fleischklöße eingerollt und in einer Sauce serviert werden. Somit unterscheidet es sich stark von der traditionellen Zubereitungsart.

## In den Medien
Darstellungen des Gerichtes werden in englischsprachigen Ländern aufgrund der Doppelbedeutung des Namens (abwertende Bezeichnung für männliche Homosexuelle) als Scherzbilder genutzt.
Auch eine Radiowerbung der britischen Supermarktkette Somerfield im Jahre 2004 griff diese Doppelbedeutung auf. Dabei beklagt sich ein Mann bei seiner Frau über die festgelegte Abfolge des wöchentlichen Speiseplanes. Er möchte Lasagne essen, aber sie sagt ihm, dass am Freitag Faggots auf dem Speiseplan stünden. Er erwidert: „Ich habe nichts gegen Faggots, ich mag sie nur nicht besonders.“ Der Spot wurde kritisch aufgenommen und schließlich von der britischen Medienaufsichtsbehörde Ofcom verboten, da er die Regeln des guten Geschmacks verletzte.